# N-125
La Carretera de acceso al Aeropuerto de Zaragoza (N-125) es una carretera nacional española que permite el acceso al Aeropuerto de Zaragoza desde la ciudad de Zaragoza.

## Recorrido
Originalmente, la N-125 iniciaba su recorrido a la altura de la Feria de Muestras de Zaragoza, en el enlace con la Autovía del Nordeste (A-2), dirigiéndose hacia el Aeropuerto de Zaragoza y finalizando su recorrido en la N-232, a la altura de Miralbueno (Zaragoza).
En 2003, el tramo comprendido entre la Feria de Muestras y el aeropuerto fue transferido a la Diputación General de Aragón, siendo renombrado como  A-120 .